# Полапін
Полапін (пол. Połapin, нім. Polpen) — село в Польщі, у гміні Ківіти Лідзбарського повіту Вармінсько-Мазурського воєводства.
Населення — 56 осіб (2011).
У 1975-1998 роках село належало до Ольштинського воєводства.

## Демографія
Демографічна структура станом на 31 березня 2011 року:
|          | Загалом | Допрацездатний вік | Працездатний вік | Постпрацездатний вік |
| -------- | ------- | ------------------ | ---------------- | -------------------- |
| Чоловіки | 32      | 7                  | 22               | 3                    |
| Жінки    | 24      | 7                  | 11               | 6                    |
| Разом    | 56      | 14                 | 33               | 9                    |